# Caray
«Caray» es una exitosa canción mexicana y un sencillo del cantautor mexicano Juan Gabriel, de su decimonoveno álbum de estudio Todo (1986). La canción ha sido catalogada como otra más de las mejores canciones del artista, según los críticos musicales y fue uno de los sencillos con mejor desempeño durante la década de los años 1980 en México, y hasta la fecha es otra de sus canciones más populares.

## Lista de canciones

### CD - Promo[7]
| No vale la pena / Caray — Single |                   |          |  |
| N.º                              | Título            | Duración |  |
| 1.                               | «Caray»           | 3:30     |  |
| 2.                               | «No vale la pena» | 2:30     |  |

## Versiones
Juan Gabriel ha regrabado la canción dos veces, la primera para su álbum recopilatorio, Por Los Siglos (2001), y a dúo con la también cantante mexicana Alejandra Guzmán en su álbum de estudio número 28, Los Dúo (2014).
En 1992, el grupo Pandora hizo un popurrí con las canciones del artista y estaba incluida esta canción; esto para su álbum tributo Con amor eterno. En 1997, la Banda El Recodo hizo un popurrí con las canciones del artista y estaba incluida esta canción; esto para su álbum Tributo a Juan Gabriel.